# Mount Engadine
Mount Engadine är ett berg i Kanada.   Det ligger i provinsen Alberta, i den centrala delen av landet, 3 000 km väster om huvudstaden Ottawa. Toppen på Mount Engadine är 2 970 meter över havet, eller 419 meter över den omgivande terrängen. Bredden vid basen är 2,1 km.
Terrängen runt Mount Engadine är bergig åt nordost, men åt sydväst är den kuperad.Trakten runt Mount Engadine är nära nog obefolkad, med mindre än två invånare per kvadratkilometer.. Det finns inga samhällen i närheten. 
Trakten runt Mount Engadine består i huvudsak av gräsmarker.